# Georg Vestel
Georg Hugo Vestel, auch Georg Westel (* 30. Oktoberjul. / 11. November 1882greg. auf dem Hof Koogi in der damaligen Gemeinde Saadjärve, Gouvernement Livland; † 5. Februar 1933 in Tartu) war ein estnischer Politiker und Unternehmer der Zwischenkriegszeit.

## Frühe Jahre
Georg Hugo Vestel besuchte von 1892 bis 1900 die Schule im livländischen Tartu. Er studierte von 1900 bis 1905 an der Handelsabteilung des Polytechnikums in der livländischen Hauptstadt Riga. Vestel gehörte der 1900 in Riga gegründeten estnisch-nationalgesinnten Studentenverbindung Vironia an und war 1904 deren Vorsitzender.
1904/05 leistete er seinen Militärdienst in der Kaiserlich Russischen Armee.
Von 1906 bis 1908 arbeitet Vestel als Lehrer an einer Handelsschule in Tallinn, anschließend von 1909 bis 1912 bei einer Tallinner Bank. Von 1912 bis 1914 lebte und arbeitete Vestel in Tartu als Handelsdirektor in der Forstindustrie.
Von 1914 bis 1917 nahm Vestel am Ersten Weltkrieg teil. Während der deutschen Besetzung Estlands 1918 war er Redakteur der Zeitung Maaliit. Kurzzeitig wurde er im November 1918 inhaftiert.

## Politiker und Unternehmer
Im Dezember 1918 trat Vestel für die neugegründete Republik Estland in die estnischen Streitkräfte ein. Er nahm als Kommandant einer Artillerie-Einheit am Estnischen Freiheitskrieg gegen Sowjetrussland teil. Nach dem Friedensschluss verließ Vestel im März 1920 den aktiven Armeedienst.
1919 gründete Vestel gemeinsam mit Konstantin Päts, Madis Jaakson, Konstantin Konik und August Peet die Harju Pank, die bis 1925 existierte. 1920/21 war Vestel Direktor der estnischen Zentralbank (Eesti Pank).
Politisch gehörte Vestel der konservativ-agrarisch ausgerichteten Partei „Bund der Landwirte“ (Põllumeeste Kogud) an. Von Januar 1921 bis November 1922 war Vestel Finanzminister der Republik Estland in der Regierung des Staatsältesten (Regierungschefs) Konstantin Päts. Ab 23. November 1921 war er gleichzeitig stellvertretender Staatsältester. Von November 1922 bis August 1923 war Vestel sowohl Finanzminister als auch Handels- und Industrieminister in der Nachfolgeregierung unter dem Staatsältesten Juhan Kukk. Von August 1923 bis März 1924 war Vestel erneut Finanzminister in der Regierung seines Parteifreunds Konstantin Päts.
Von 1924 bis 1933 war Vestel Direktor der Tallinna Krediitpank. Ab 1925 war er gleichzeitig Vorsitzender des Rats der Tallinner Banken und ab Januar 1928 Mitglied des Rats der estnischen Zentralbank. Von 1924 bis 1933 leitete er außerdem die Versicherungsgesellschaft Eesti Lloyd, die er 1919 gemeinsam mit Konstantin Päts und Madis Jaakson gegründet hatte.

## Privatleben
Georg Vestel war ab 1913 mit Adda Cäcilie Kuusik (1893–1930) verheiratet.